# Frénois (Vosgi)
Frénois è un comune francese di 43 abitanti situato nel dipartimento dei Vosgi nella regione del Grande Est.

## Società

### Evoluzione demografica
Abitanti censiti